# Sankt Nikola (Passau)

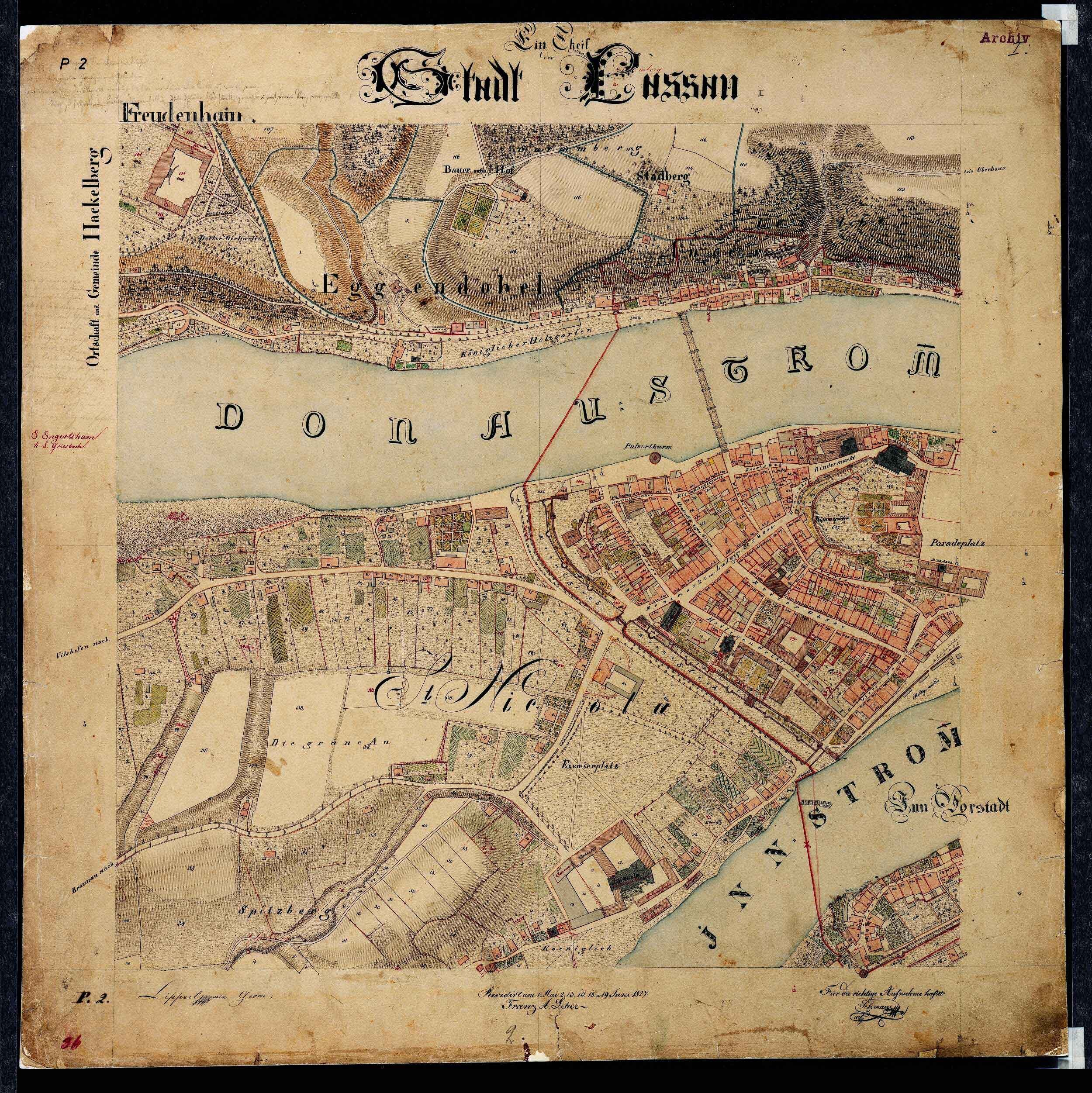
Karte von 1827 mit der Grenze zwischen Passau und St. Nikola

Sankt Nikola, Kurzform St. Nikola, war eine Gemeinde und ist heute eine Gemarkung auf dem heutigen Gebiet der niederbayerischen Stadt Passau. Die Gemarkung hat eine Fläche von 1,5 km² und umfasst die jeweils östlichen Teile der Passauer Stadtteile Haidenhof Nord und Haidenhof Süd.
Dort, wo sich heute die Neue Mitte Passau und der Passauer Hauptbahnhof befinden, lag bis 1870 die an Passau angrenzende Gemeinde St. Nikola. Sie erhielt ihren Namen nach dem um 1070 von Bischof Altmann  gegründeten Augustinerchorherrenstift St. Nikola.
Um das Kloster entwickelte sich eine Ansiedlung, deren Bewohner dem Chorherrenstift unterstellt waren. Durch die Errichtung der Stadtmauer im Jahr 1209 wurde St. Nikola von Passau getrennt. 1248 erlangte Herzog Otto II. die Herrschaft über das Kloster und die damit verbundene Hofmark. Fortab gehörte St. Nikola zu Bayern und lag außerhalb des Hochstifts Passau.
Der Ort St. Nikola hatte eine große Bedeutung als Verteilerstelle des Salzhandels im Passauer Raum. Hier erfolgte die Abfertigung der Salzschiffe donauaufwärts, und selbst der Passauer Salzstadel wurde von hier aus versorgt. Noch zur Zeit der Säkularisation arbeiteten in St. Nikola 400 Personen im Salzgeschäft.
1803 wurde das Kloster aufgehoben, 1809 aus militärischen Gründen ein großer Teil der Gebäude abgerissen. Dabei wurden auch die beiden Kirchen St. Elisabeth und St. Jakob zerstört. Die Klosterkirche diente als Magazin, und die Klostergebäude wurden als Kaserne verwendet.
Nach der Säkularisation entstand die Gemeinde St. Nikola vor den Toren der, nunmehr ebenfalls bayerischen, Bischofsstadt Passau. Dabei wurde 1809 ein weit ausgedehntes Gebiet zugeschlagen, das bis dahin in drei verschiedene Gemeinden (Haidenhof, Haitzing und Neuburg am Inn) aufgeteilt war.
Ab 1815 schritt der Wiederaufbau der zerstörten Häuser voran. Die Beziehungen zwischen Passau und St. Nikola waren naturgemäß sehr eng, und  am 19. September 1845 richtete der Magistrat von Passau an die Regierung von Niederbayern ein Gesuch, in dem um die Eingemeindung eines Teils von St. Nikola, nämlich der ehemaligen Hofmark, gebeten wurde. Am 25. September 1846 teilte der Bürgermeister jedoch mit, der Magistrat habe durch Stimmenmehrheit beschlossen, von der Einverleibung der Hofmark St. Nikola abzusehen, weil dies nur Nachteile brächte.
Am 27. Mai 1850 richtete der Gemeinderat von St. Nikola an das Landgericht Passau II das Gesuch, das große Gemeindegebiet aufzuteilen. Anfang 1855 wurde die Aufteilung in die vorstädtische Gemeinde St. Nikola und die Landgemeinde Haidenhof vollzogen.
Der Bau der Eisenbahn brachte die Verhandlungen über eine Eingliederung St. Nikolas nach Passau erneut in Gang. Dennoch lehnte die Regierung von Niederbayern, Kammer des Inneren, im Regierungsentschluss vom 24. Juli 1857 eine Eingemeindung ohne nähere Begründung ab. So wurde noch 1860 der Bahnhof Passau in der Gemeinde St. Nikola, also im außerstädtischen Bereich, gebaut.
Erst am 17. August 1869 erteilte die Regierung von Niederbayern die Genehmigung zur Eingemeindung, am 7. Mai 1870 kam der entsprechende Erlass des Staatsministeriums der Justiz und des Inneren, und am 4. Juni 1870 wurde die Eingemeindung durch die Übernahme der Akten, Bücher und der Kasse durch Bürgermeister Paul Stockbauer vollzogen.